# Jabarichromis pfefferi
Jabarichromis pfefferi ist eine Buntbarschart, die endemisch im ostafrikanischen Tanganjikasee vorkommt.

## Merkmale
Jabarichromis pfefferi kann eine Länge von 14 cm erreichen. Er ist seitlich abgeflacht, hochrückig und hat einen zugespitzten Kopf. Während die Weibchen eher eintönig grau sind, besitzen die Männchen eine dunkle Kopfoberseite und einen dunkleren Rücken, zeigen sieben bis neun bis zur Seitenmitte reichende Querstreifen und haben eine hellere, bläulich schimmernde untere Körperhälfte. Die „Wangen“ sind hell, die Kiemendeckel mit roten Punkten gemustert. Die Rückenflosse ist dunkel mit einem zitronengelben Rand. Auf der Afterflosse zeigen sich gelbe Eiflecke. Die Schwanzflosse zeigt transparente Punkte, ihr oberer und unterer Rand sind dunkel.

## Lebensweise
Jabarichromis pfefferi ist sehr selten, bewohnt die Übergangszone zwischen Felsufer und verschlammten Sandböden in Tiefen zwischen 6 und 15 Metern und ernährt sich vor allem von Garnelen. Wie alle anderen Tropheini ist Jabarichromis pfefferi ein Maulbrüter. Die Eier und die Jungfische, etwa bis zu einer Länge von 0,9 cm, werden vom Weibchen im Maul geschützt.

## Systematik
Die Fischart wurde 1898 durch den britischen Ichthyologen George Albert Boulenger unter dem wissenschaftlichen Namen Paratilapia pfefferi beschrieben und zu Ehren des deutschen Zoologen Georg Pfeffer benannt. Später wurde sie der Gattung Limnotilapia zugeordnet. 1974 stellten ihn Max Poll und Thys van den Audenaerde wegen des Baus der Zähne in die Gattung Haplochromis, 1991 wurde er dann von Maréchal und Poll in die Gattung Gnathochromis gestellt. Innerhalb der afrikanischen Buntbarsche (Pseudocrenilabrinae) wird die Art in verschiedenen phylogenetischen Untersuchungen der Tribus Tropheini zugeordnet, während die Typusart von Gnathochromis, Gnathochromis permaxillaris zur Tribus Limnochromini gehört. Die Buntbarschart wurde deshalb im Februar 2024 in die neu eingeführte, monotypische Gattung Jabarichromis gestellt.